# Tadamon Zouk
Il Tadamon Zouk (in arabo: التضامن الزوق) è un club polisportivo libanese noto soprattutto per il suo programma di pallacanestro. Ha sede a Zouk Mikael, nel distretto di Kesrouan, in Libano.
La squadra di basket del Tadamon Zouk ha fatto parte della Lebanese Basketball League dove ha militato per molti anni, prima di essere retrocessa nella Lebanese Second Division, dove attualmente milita.

## Storia
Il Tadamon Zouk è un club polisportivo libanese fondato nel 1954 con sede a Zouk Mikael, nel distretto di Kesrouan, in Libano. 
La squadra di pallacanestro del Tadamon Zouk ha fatto parte della Lebanese Basketball League fin dalla sua ripresa negli anni novanta; nelle prime edizioni del campionato la squadra si impose come una delle migliori della lega, guidata da giocatori come Mark Kozah, Patrick Saba ed Elie Nasr, raggiungendo per tre edizioni consecutive le finali per il titolo, dove però uscirono sempre sconfitti (nella prima occasione contro il Al-Riyadi Beirut, poi per due anni consecutivi contro il Sagesse). Nei primi anni duemila però il Tadamon non riuscì a mantenere le prestazioni degli anni precedenti e venne retrocesso in seconda divisione.
Solo al termine della stagione 2012–2013 della Lebanese Second Division, il Tadamon Zouk è stato promosso nuovamente in Lebanese Basketball League, facendo il suo ritorno nella massima serie nazionale dopo dieci stagioni di assenza.
Nella stagione del suo ritorno in prima divisione, la 2013-2014, il Tadamon concluse la stagione regolare al settimo posto in classifica, guadagnandosi l'accesso per i play-off; dove però venne eliminato al primo turno dal Sagesse. La stagione 2014-2015 si è conclusa con l’eliminazione ai quarti di finale per mano dell'UBA, con un secco 4–0, dopo che i giocatori più importanti avevano deciso di non scendere in campo a causa di mesi di stipendi non pagati dovuti a difficoltà economiche. Anche nella stagione 2015–2016, dopo aver ottenuto l'accesso ai play-off con la quinta testa di serie, il club è stato eliminato ai quarti di finale, questa volta nuovamente dal Sagesse, con il punteggio di 3–1.
La Lebanese Basketball League 2017-2018 rimane l'ultima stagione della massima divisione nazionale alla quale la squadra ha preso parte; il Tadamon concluse il campionato all'ultimo posto, piazzandosi in fondo alla classifica sia nella stagione regolare, con una sola vittoria e diciassette sconfitte, sia nel girone della seconda fase.

## Organico

### Roster 2024-2025
Aggiornato al 15 Luglio 2025
|    | Naz.              | Ruolo | Sportivo         | Anno | Alt. | Peso |  |
| -- | ----------------- | ----- | ---------------- | ---- | ---- | ---- |  |
| 1  | Libano (bandiera) | PG    | Omar Younes      | 2005 | 186  |      |  |
| 3  | Libano (bandiera) | G     | Charbel Touma    | 2002 | 184  |      |  |
| 6  | Libano (bandiera) | G     | Karim Oueidat    | 2006 | 195  |      |  |
| 9  | Libano (bandiera) | AP    | Jonathan Atmeh   | 2006 | 198  |      |  |
| 11 | Libano (bandiera) | C     | Matthew Abi Akl  | 2002 | 201  |      |  |
| 13 | Libano (bandiera) | AG    | Christian Chedid | 1996 | 196  |      |  |
| 17 | Libano (bandiera) | G     | Chris Wardini    | 2001 | 187  |      |  |
| 33 | Libano (bandiera) | AG    | Carl Stambouly   | 1997 | 198  |      |  |

### Staff tecnico
| Ruolo           | Nome        |
| --------------- | ----------- |
| Capo Allenatore | Elie Salame |

## Giocatori
- Aziz Abdel Massih
- Jamil Abiad
- Antonio Ballard
- Sean Barnette
- Bilal Tabbara
- Jad Bitar
- Patrick Bou Abboud
- Branko Cvetković
- Deng Deng
- Rony Fahed
- Jarrid Famous
- Steven Gray
- Herbert Hill
- Mohammed Ibrahim
- Maurice Kemp
- Tony Madison
- Lorenzo Orr
- Desmond Penigar
- Courtney Pigram
- Patrick Rembert
- M. J. Rhett
- Hugh Robertson
- Alex Scales
- Mustafa Shakur
- Nadim Souaid
- Philip Tabet
- Reyshawn Terry
- Vladan Vukosavljević
- Corey Williams